# Badr El Guenbouai
Badr El Guenbouai (en arabe : بدري القنبوعي), né le 30 mars 2000 à Kénitra (Maroc), est un joueur de futsal international marocain.

## Biographie

### Carrière en club
Badr El Guenbouai naît et grandit à Kénitra, au Maroc. Lors de son adolescence, il rejoint un club de football à onze au sein de l'académie du Kénitra Athletic Club, et évolue dans la catégorie des jeunes entre 2016 et 2020[réf. nécessaire]. 
En 2020, il se convertit au futsal en intégrant les rangs de l'Attahadi Kénitra, qui évolue alors dans la Ligue el Gharb (D3 marocaine). Il termine la saison 2020-2021 en tant que champion et monte en D2 pour la saison 2021-2022. Après une demi-saison au Feth Settat, il retourne à l'Attahadi Kénitra, disputant la première partie de saison. 
Lors de la saison 2023-2024, il rejoint l'Oussoud Khabazet, recevant en fin de saison le prix du meilleur buteur du club avec 32 buts, attirant l'intérêt de plusieurs clubs européens.  
En octobre 2024, il s'engage à l'Orléans Futsal en Division 2. Le 2 novembre, il inscrit son premier but avec le club contre le Bethune Essars Futsal (défaite, 2-5). 

#### Carrière internationale
Badr El Guenbouai participe aux championnats du monde universitaire de futsal à Dubaï aux Émirats arabes unis, où il atteint la finale contre l'Égypte[réf. nécessaire]. Plus tard, au sein de cette même équipe, il atteint les quarts de finale du championnat universitaire contre l'Ukraine à Shanghai en Chine (défaite, 4-3).
El Guenbouai est également appelé avec les moins de 23 ans sous la direction d'Adil Sayeh, avec lequel il dispute une double confrontation amicale contre la France en février 2023,,. Un mois plus tard, il participe et remporte le tournoi international du Viêt Nam, inscrivant un but contre la Nouvelle-Zélande, durant la dernière journée,,.
Convoqué en décembre 2024 par le sélectionneur Hicham Dguig pour une double confrontation contre la Lettonie dans le cadre de matchs amicaux, il honore sa première sélection le 15 décembre 2024 à Salé en entrant en jeu ,,.

## Statistiques

### En sélection
Le tableau suivant liste les rencontres de l'équipe du Maroc auxquelles Badr El Guenbouai a pris part depuis le 15 décembre 2024 :

## Palmarès

### En club
Attahadi Kenitra (1)
- Ligue el Gharb
  - Champion : 2021

### En sélection
Maroc universitaire
- Vice-champion du Championnat universitaire de Dubaï 2023

 Maroc -23 ans (1)
- Vainqueur du Tournoi international du Vietnam 2024[8]

### Distinctions individuelles
- 2024 : Meilleur buteur de l'Oussoud Khabazet de la saison avec 32 buts[réf. nécessaire]